# Euphilotes rita
Euphilotes rita är en fjärilsart som beskrevs av Barnes och Mcdunnough 1916. Euphilotes rita ingår i släktet Euphilotes och familjen juvelvingar. Inga underarter finns listade i Catalogue of Life.